# Les Sentiers de la violence
Pour plus de détails, voir Fiche technique et Distribution.
Les Sentiers de la violence (The Learning Tree) est un film de procès américain réalisé par Gordon Parks, sorti en 1969.

## Synopsis
Dans le Kansas des années 1920, un jeune Noir américain est propulsé dans la vie adulte par une suite d'événements.

## Fiche technique
- Titre : Les Sentiers de la violence
- Titre original : The Learning Tree
- Réalisation : Gordon Parks
- Scénario : Gordon Parks d’après son autobiographie
- Production : Gordon Parks
- Musique : Gordon Parks
- Photographie : Burnett Guffey
- Montage : George R. Rohrs
- Pays de production : États-Unis
- Format : Couleurs - Mono
- Genre : Drame
- Durée : 107 minutes
- Date de sortie : 1969

## Distribution
- Kyle Johnson : Newt
- Alex Clarke : Marcus
- Estelle Evans : Sarah
- Dana Elcar : Kirky
- Mira Waters : Arcella
- Joel Fluellen : Oncle Rob
- Malcolm Atterbury : Silas Newhall
- Richard Ward : Booker Savage
- Russell Thorson : Juge Cavanaugh
- Peggy Rea : Miss McClintock
- Carol Lamond : Big Mabel
- Kevin Hagen : Doc Tim Cravens
- Jimmy Rushing : Chappie Logan
- Dub Taylor : Spikey
- Felix Nelson (en) : Jack Winger
- George Mitchell : Jake Kiner
- Saundra Sharp : Prissy
- Stephen Perry : Jappy
- Don Dubbins : Harley Davis, Defense Attorney
- Hope Summers : Mrs. Kiner
- Jon Lormer : McCormack